# 코요테 피터슨

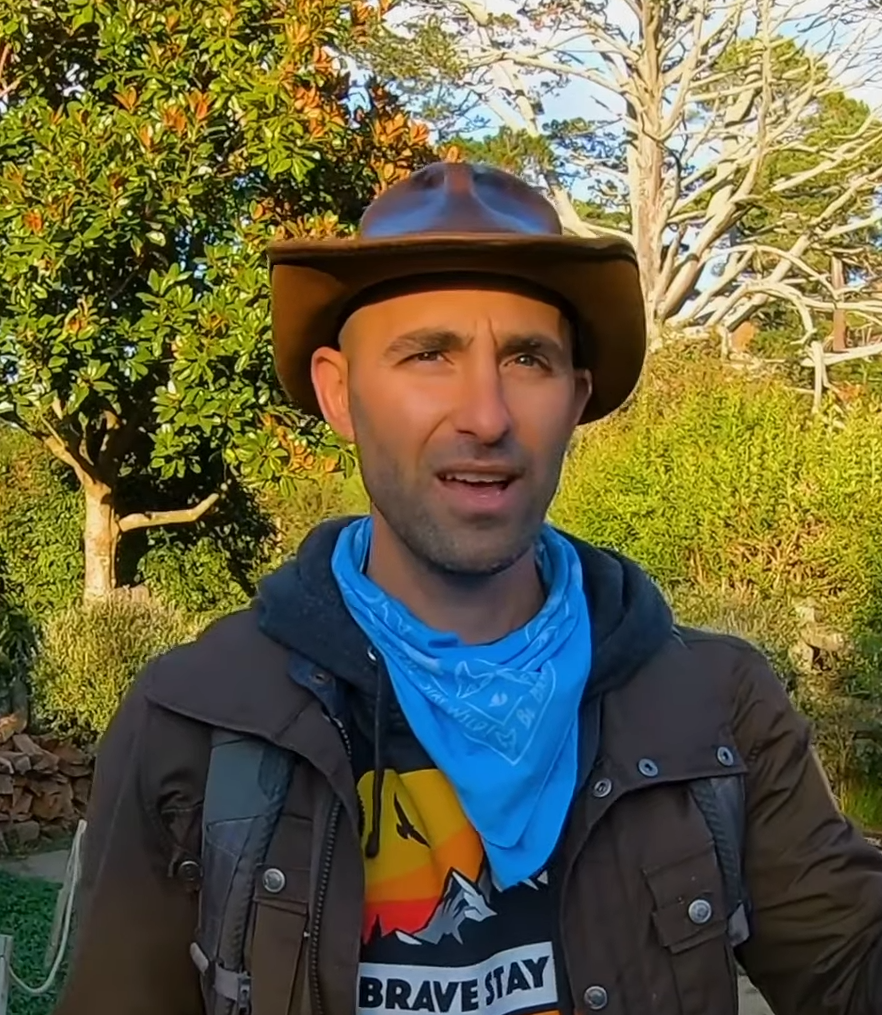

너대니얼 "코요테" 피터슨(영어: Nathaniel "Coyote" Peterson 너대니얼 "카이요티" 피터슨[*]: 1981년 9월 1일 ~ )은 미국의 유튜버이자 생태 교육가이다. 유튜브에서 용감한 야생(Brave Wilderness 브레이브 윌더너스[*])이라는 채널을 운영하면서 각종 야생 동식물, 자연 환경 체험 영상을 업로드하는데, 특히 각종 독충들의 위험성을 보여주겠다며 직접 쏘이고 물리며 그 고통을 체험하는 영상들로 유명세를 탔다.